# Луї Дакен
Луї́ Даке́н (фр. Louis Daquin, повне ім'я та прізвище — Луї́ Лео́н Огю́ст Даке́н (фр. Louis Léon Auguste Daquin); нар. 20 серпня 1908, Кале, Па-де-Кале, Франція — пом. 2 жовтня 1980, Париж, Франція) — французький кінорежисер, сценарист, продюсер і актор.

## Біографія
Луї Дакен народився 20 серпня 1908 року в місті Кале, Франція. Здобувши освіту у Вищій торговій школі Парижа, працював журналістом. У 1930-х роках працював асистентом режисерів Жульєна Дювівь'є, Абеля Ґанса, Жана Гремійона, П'єра Шеналя, Федора Оцепа та інших. Потім працював на низці стрічок монтажистом.
Як режисер Луї Дакен дебютував у співавторстві з Герхардом Лампрехтом у 1938 році німецько-французькою екранізацією роману Достоєвського «Гравець». Першою самостійною режисерською роботою Дакена стала стрічка 1941 року «Ми — хлопчаки». Не будучи колабораціоністом, в роки окупації Дакен безпроблемно зняв низку комерційних фільмів, зокрема екранізував роман Жоржа Сіменона «Він приїхав у День всіх святих» (1943). Після звільнення Франції був обраний генеральним секретарем Комітету звільнення, а також секретарем Синдикату кінотехніків.
У 1946 році Луї Дакен поставив фільм «Батьківщина» про боротьбу фламандців з іспанським пануванням у XVII столітті, а потім зняв на замовлення Французької комуністичної партії документальний публіцистичний фільм «Ми продовжуємо Францію» (1948). Фільм «Світанок» (1949) був присвячений трудовим будням гірників. Але ні цей фільм, ні наступна його робота — антирасистський фільм «Хазяїн після бога» (1950) — не отримали офіційного визнання у Франції.
Залишаючись прибічником лівих поглядів, режисер неминуче приходить до конфлікту спочатку з продюсерами, а потім і з цензурою. Після чого майже усі свої стрічки, починаючи з «Милого друга» (знятий в Австрії) вимушений знімати за межами Франції: у Румунії він поставив «Бур'яни Баррагана» (1957), в НДР — «Каламутна вода» (1960).
Повернувшись на батьківщину і не знайшовши роботи Луї Дакен йде з кінематографу і зосереджується на педагогічній роботі. З 1960 року він був віцепрезидентом, з 1967-го почесним президентом французької профспілки технічних фахівців і продюсерів. У 1970—1978 роках працює в Інституті перспективних досліджень кінематографа (IDHEC, зараз La Femis), де стає заступником директора. У 1977—1978 роках як президент очолював Спілку кінорежисерів Франції (фр. Société des réalisateurs de films).
Луї Дакен є автором низки робіт з питань теорії кіно, в яких відстоює традиції реалістичного мистецтва.

## Фільмографія
| Рік  | Назва українською              | Оригінальна назва                                     | Режисер | Сценарист | Продюсер |
| ---- | ------------------------------ | ----------------------------------------------------- | ------- | --------- | -------- |
| 1938 | Гравець                        | Le joueur                                             | Так     |           |          |
| 1941 | Ми — хлопчаки                  | Nous les gosses                                       | Так     | Так       |          |
| 1943 | Він приїхав у День всіх святих | Le voyageur de la Toussaint                           | Так     |           |          |
| 1943 | Мадам і смерть                 | Madame et le mort                                     | Так     |           |          |
| 1944 | Перший у зв'язці               | Premier de cordée                                     | Так     |           |          |
| 1946 | Батьківщина                    | Patrie                                                | Так     |           |          |
| 1948 | Брати Букінкан                 | Les frères Bouquinquant                               | Так     | Так       |          |
| 1949 | Світанок                       | Le point du jour                                      | Так     | Так       |          |
| 1949 | Аромат дами в чорному          | Le parfum de la dame en noir                          | Так     |           |          |
| 1950 | Хазяїн після Бога              | Maître après Dieu                                     | Так     |           |          |
| 1955 | Милий друг                     | Bel Ami                                               | Так     | Так       |          |
| 1958 | Бур'яни Баррагана              | Ciulinii Baraganului                                  | Так     | Так       |          |
| 1958 | Недільні друзі                 | Les copains du dimanche                               |         |           | Так      |
| 1960 | Життя холостяка                | Les arrivistes                                        | Так     | Так       |          |
| 1963 | Ярмарок двієчників             | La foire aux cancres (Chronique d'une année scolaire) | Так     |           |          |

Актор
- 1949 : Світанок / Le point du jour — камео
- 1971 : / Léa l'hiver
- 1973 : Напад / L'agression — камео; короткометражка
- 1975 : Спеціальний відділ / Section spéciale
- 1978 : Черепаха на спині / La tortue sur le dos — озвучування
- 1979 : / Mais où et donc Ornicar — літня людина у бістро

## Визнання
| Нагороди та номінації Луї Дакена           | Нагороди та номінації Луї Дакена      | Нагороди та номінації Луї Дакена | Нагороди та номінації Луї Дакена |
| Рік                                        | Категорія                             | Фільм                            | Результат                        |
| ------------------------------------------ | ------------------------------------- | -------------------------------- | -------------------------------- |
| Венеційський кінофестиваль                 |                                       |                                  |                                  |
| 1947                                       | Великий міжнародний приз              | Брати Букінкан                   | Номінація                        |
| Міжнародний кінофестиваль у Карлових Варах |                                       |                                  |                                  |
| 1949                                       | Кришталевий глобус за найкращий фільм | Світанок                         | Номінація                        |
| 1949                                       | Приз за найкращу режисерську роботу   | Світанок                         | Перемога                         |
| Кінофестиваль міжнародний кінофестиваль    |                                       |                                  |                                  |
| 1946                                       | Гран-прі                              | Батьківщина                      | Номінація                        |
| 1958                                       | Золота пальмова гілка                 | Бур'яни Баррагана                | Номінація                        |